# Чемпионат Европы по сумо 2017

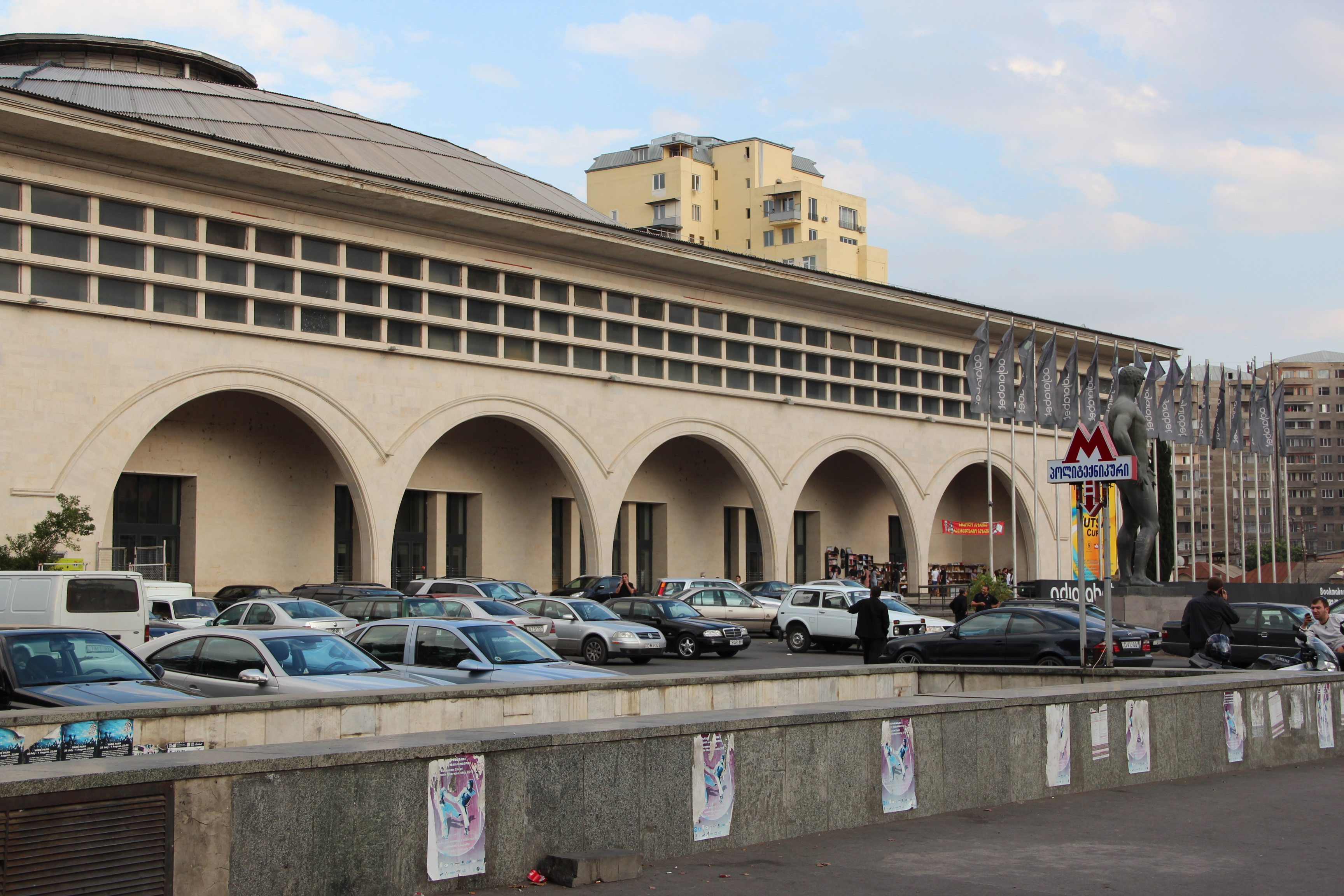
Крытая арена в городе Тбилиси, на которой проводятся спортивные соревнования по баскетболу, гандболу, дзюдо, теннису и боксу, а также различные концерты.

Чемпионат Европы по сумо 2017 года прошёл в Тбилиси (Грузия) с 21 по 24 апреля.

## Медалисты

### Мужчины (до 23)
| Категория | Золото                | Серебро            | Бронза            |
| --------- | --------------------- | ------------------ | ----------------- |
| 70 кг     | Иван Пановский        | Капер Мачальский   | Джорги Матиашвили |
| 70 кг     | Иван Пановский        | Капер Мачальский   | Саловати Саидзода |
| 85 кг     | Георгий Абдула-Заде   | Святослав Семикрас | Анатолий Хлюстин  |
| 85 кг     | Георгий Абдула-Заде   | Святослав Семикрас | Петр Наги         |
| 92 кг     | Максим Луганский      | Важа Даиаури       | Джакуб Дармочвал  |
| 92 кг     | Максим Луганский      | Важа Даиаури       | Чингиз Самадов    |
| 100 кг    | Абдурахим Ахмадаллиев | Максим Чистяков    | Иракли Чачуа      |
| 100 кг    | Абдурахим Ахмадаллиев | Максим Чистяков    | Тамас Молнар      |
| 115 кг    | Богдан Ананченко      | Николай Кожухов    | Карол Кониг       |
| 115 кг    | Богдан Ананченко      | Николай Кожухов    | Валентин Старков  |
| +115 кг   | Алан Маргиев          | Матеусуз Линка     | Гига Гелашвили    |
| +115 кг   | Алан Маргиев          | Матеусуз Линка     | Йордан Крастев    |
| Open кг   | Айдын Монгуш          | Микко Тойминен     | Дмитрий Чмыхов    |
| Open кг   | Айдын Монгуш          | Микко Тойминен     | Гига Гелашвили    |

### Мужчины
| Категория | Золото            | Серебро               | Бронза                |
| --------- | ----------------- | --------------------- | --------------------- |
| 70 кг     | Начинб Дангит-Оол | Павел Пиепрзак        | Никита Лопухов        |
| 70 кг     | Начинб Дангит-Оол | Павел Пиепрзак        | Ласло Миндак          |
| 85 кг     | Батыр Алтыев      | Добромир Дерменджиев  | Бяшалан Базаров       |
| 85 кг     | Батыр Алтыев      | Добромир Дерменджиев  | Намиг Садигов         |
| 92 кг     | Джакуб Дармошвал  | Эртине Допуй-Оол      | Важа Даиаури          |
| 92 кг     | Джакуб Дармошвал  | Эртине Допуй-Оол      | Николай Николов       |
| 100 кг    | Михаил Петров     | Иван Благоев          | Абдурахим Ахмадаллиев |
| 100 кг    | Михаил Петров     | Иван Благоев          | Оскари Риихиоя        |
| 115 кг    | Сайын-Белек Тюлюш | Георгий Мешвилдишвили | Азамат Казиев         |
| 115 кг    | Сайын-Белек Тюлюш | Георгий Мешвилдишвили | Лаша Мешвилдишвили    |
| +115 кг   | Эдуард Кудзоев    | Василий Маргиев       | Лаша Джеладзе         |
| +115 кг   | Эдуард Кудзоев    | Василий Маргиев       | Автантил Церцвадзе    |
| Open кг   | Василий Маргиев   | Руслан Багаев         | Роберт Керстнер       |
| Open кг   | Василий Маргиев   | Руслан Багаев         | Георгий Мешвилдишвили |

### Женщины (до 23)
| Категория | Золото              | Серебро              | Бронза                 |
| --------- | ------------------- | -------------------- | ---------------------- |
| 55 кг     | Клаудия Пиепрзак    | Кристина Голакова    | Галя Иванова           |
| 55 кг     | Клаудия Пиепрзак    | Кристина Голакова    | Карпишина Валерия      |
| 65 кг     | Анастасия Кувшинова | Ани Григорян         | Рикке Багге            |
| 65 кг     | Анастасия Кувшинова | Ани Григорян         | Изабель Христова       |
| 73 кг     | Анастасия Никитина  | Юргита Гринвикют     | Роджан Пербилл Оддлиен |
| 73 кг     | Анастасия Никитина  | Юргита Гринвикют     | Магда Скраджновская    |
| 80 кг     | Анастасия Фрасинюк  | Илона Биреш          | Ягода Йоханьяк         |
| 80 кг     | Анастасия Фрасинюк  | Илона Биреш          | Виктория Маковияк      |
| 95 кг     | Светлана Петрова    | Сара Крол            | Мария Климова          |
| 95 кг     | Светлана Петрова    | Сара Крол            | Патрисия Матсо         |
| +95 кг    | Екатерина Гордеева  | Екатерина Афанасьева | Вивиен Сарканы         |
| +95 кг    | Екатерина Гордеева  | Екатерина Афанасьева | Кай Пахкель            |

### Женщины
| Категория | Золото              | Серебро            | Бронза              |
| --------- | ------------------- | ------------------ | ------------------- |
| 55 кг     | Катарзина Намыллак  | Кристина Голакова  | Мария Гришева       |
| 55 кг     | Катарзина Намыллак  | Кристина Голакова  | Галя Иванова        |
| 65 кг     | Масиос Магдалена    | Моника Скиба       | Изабел Христова     |
| 65 кг     | Масиос Магдалена    | Моника Скиба       | Дарья Ибрагимова    |
| 73 кг     | Магда Скраджновская | Анастасия Никитина | Габриела Гигова     |
| 73 кг     | Магда Скраджновская | Анастасия Никитина | Джей Реймунд        |
| 80 кг     | Анна Александрова   | Марина Максименко  | Марина Оряшкова     |
| 80 кг     | Анна Александрова   | Марина Максименко  | Олимпия Робаковская |
| 95 кг     | Лилия Вицкопова     | Елена Шитикова     | Сара Крол           |
| 95 кг     | Лилия Вицкопова     | Елена Шитикова     | Виктория Маковияк   |
| +95 кг    | Анна Полякова       | Иванна Березовская | Ольга Давидко       |
| +95 кг    | Анна Полякова       | Иванна Березовская | Галина Тарасова     |
| Open кг   | Анна Полякова       | Иванна Березовская | Вивиен Сарканы      |
| Open кг   | Анна Полякова       | Иванна Березовская | Галина Тарасова     |

## Командные соревнования
| Место | Мужчины (до 23) | Мужчины (до 23) |
| Место | Команда         |                 |
| ----- | --------------- | --------------- |
| 1     | Грузия          |                 |
| 2     | Россия          |                 |
| 3     | Эстония         |                 |
| 3     | Польша          |                 |

| Место | Мужчины   | Мужчины |
| Место | Команда   |         |
| ----- | --------- | ------- |
| 1     | Россия    |         |
| 2     | Польша    |         |
| 3     | Финляндия |         |
| 3     | Грузия    |         |

| Место | Женщины (до 23) | Женщины (до 23) |
| Место | Команда         |                 |
| ----- | --------------- | --------------- |
| 1     | Россия          |                 |
| 2     | Эстония         |                 |
| 3     | Норвегия        |                 |
| 3     | Польша          |                 |

| Место | Женщины  | Женщины |
| Место | Команда  |         |
| ----- | -------- | ------- |
| 1     | Россия   |         |
| 2     | Германия |         |
| 3     | Литва    |         |
| 3     | Польша   |         |